# Voorwindia umbilicata
Voorwindia umbilicata is een slakkensoort uit de familie van de Rissoidae. De wetenschappelijke naam van de soort is voor het eerst geldig gepubliceerd in 1985 door Ponder.